# Billième
Billième ist eine französische Gemeinde mit 262 Einwohnern (Stand 1. Januar 2022) im Département Savoie in der Region Auvergne-Rhône-Alpes. Es gehört zum Kanton Bugey savoyard im Arrondissement Chambéry. Billième ist Mitglied des Gemeindeverbands Communauté de communes de Yenne und liegt unweit der Rhone im Südzipfel des französischen Jura-Gebirges.

## Geographie
Billième liegt etwa 19 km nordwestlich der Präfektur Chambéry, 60 km südsüdwestlich der Stadt Genf und 32 km südwestlich der Stadt Annecy (Luftlinie). Nachbargemeinden sind La Chapelle-du-Mont-du-Chat im Osten, Saint-Jean-de-Chevelu im Süden, Yenne im Westen sowie Jongieux und Ontex im Norden.
Der Ort erstreckt sich am Westhang des Mont de la Charvaz, ein 1158 m hoher Berg in einer Antiklinalen im südlichen Jura, die sich mit dem Mont du Chat und der Chaîne de l’Épine weiter nach Süden fortsetzt und im Osten an den Lac du Bourget grenzt. Das Gemeindegebiet schließt den Gipfel des Mont de la Charvaz ein und fällt von dort nach Westen zuerst steil, dann sanft ab bis zu einer ausgeprägten Geländekante, hinter der sich die sumpfige Ebene rund um Yenne und das Rhône-Tal ausbreitet.
Zur Gemeinde gehören die folgenden Siedlungen und Weiler:
- der Ortskern von Billième auf 408 m,
- les Jacquins (494 m) unterhalb des Charvaz-Gipfels,
- Gerbaz (410 m) südlich des Ortskerns,
- Combes (385 m) unterhalb des Ortskerns.

## Geschichte

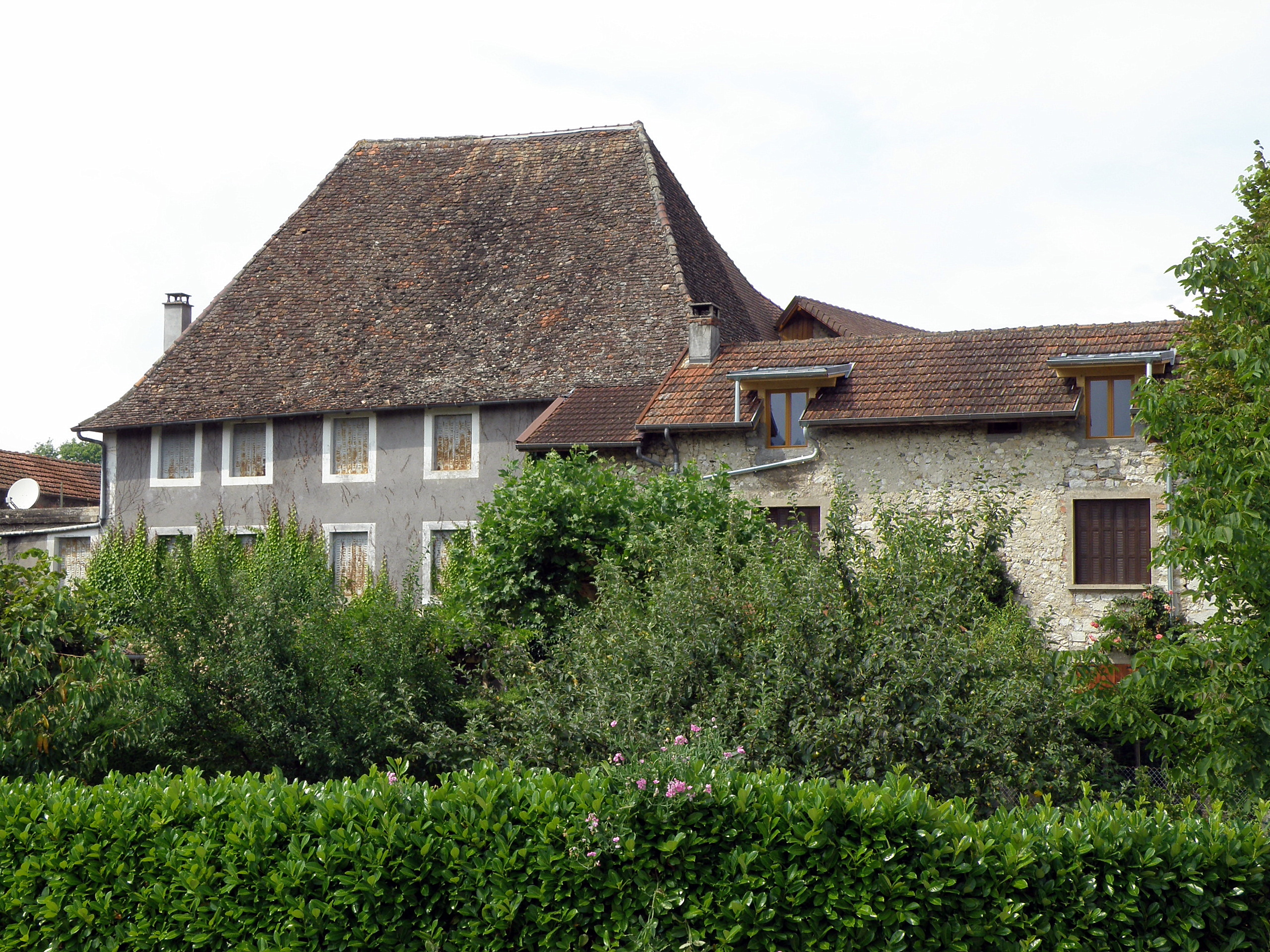
Château de Billième

Der Ort wurde 1285 zum ersten Mal schriftlich erwähnt unter dem Namen Billiema, der auf einen Eigennamen zurückgeht und von dem auch die Variante Billiemaz überliefert ist. Die Pfarrei gehörte im 14. Jahrhundert zum Bistum von Belley. Billième war im Mittelalter Mittelpunkt einer kleinen Herrschaft. Diese gehörte zu den Besitztümern von Lucey, welches 1654 zum Marquisat erhoben wurde. Von 1800 bis 1814 war Billième mit der Nachbargemeinde Saint-Jean-de-Chevelu zu Billième-Chevelu vereinigt.

## Sehenswürdigkeiten

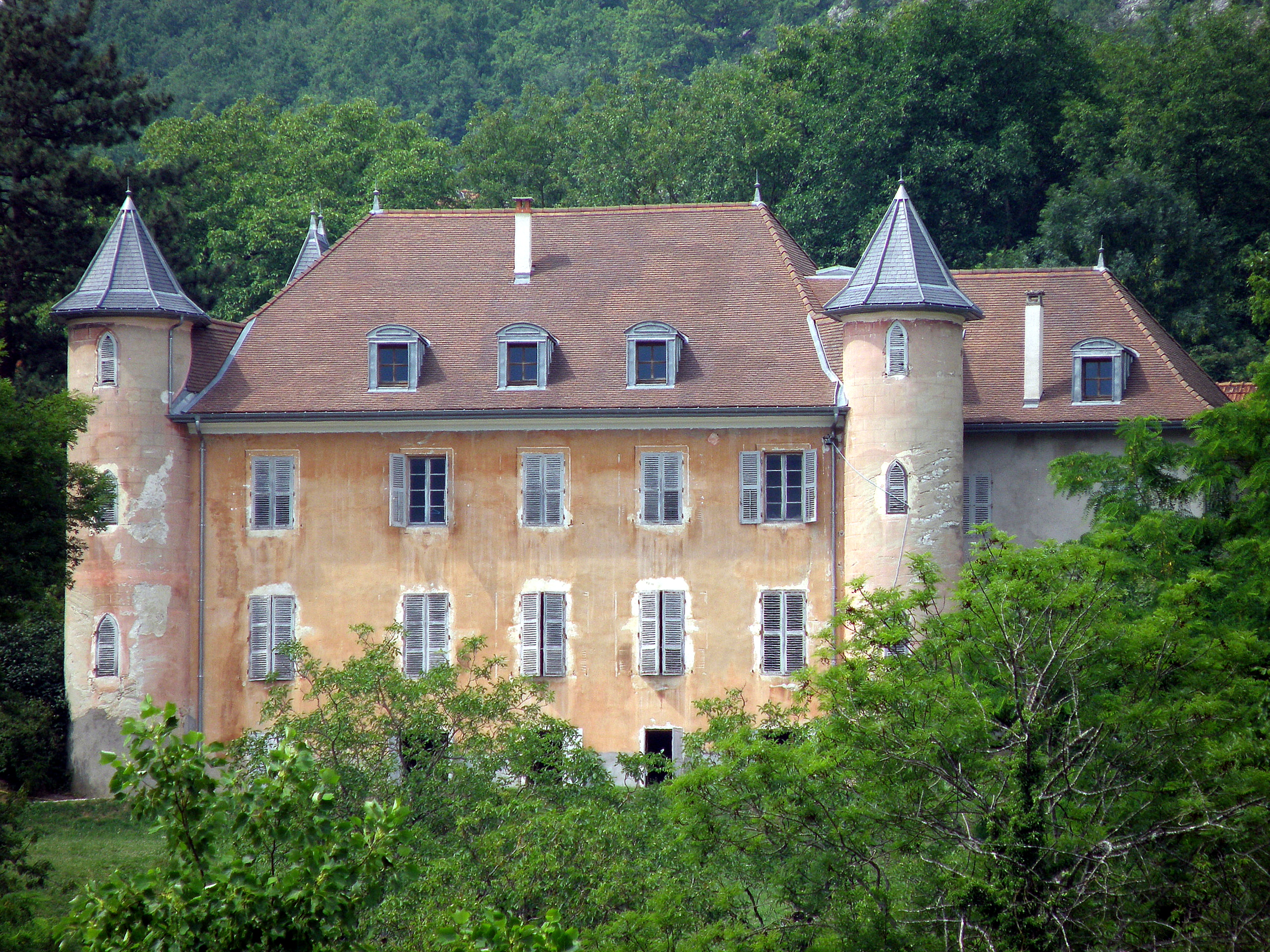
Château de Bornessand

Das Château de Billième ist ein festes Haus aus dem 13. Jahrhundert, das bis ins 15. Jahrhundert Sitz der Herren von Billième war. Es liegt am unteren Rand des Ortskerns und war später Wohnsitz wohlhabender Adelsfamilien. Während der Französischen Revolution wurde im Zusammenhang mit den Aktionen gegen schwer befestigte Herrschaftssitze der Wehrturm abgetragen. Das Château de Bornessant stammt aus dem 16. Jahrhundert und liegt am Hang des Mont de la Charvaz. Nachdem Teile der Anlage während der Französischen Revolution ebenfalls abgetragen worden waren, entstand die heutige Form als großflächiges Gebäude mit vier Runden Ecktürmen.

## Bevölkerung
| Jahr                       | 1962 | 1968 | 1975 | 1982 | 1990 | 1999 | 2006 | 2011 |
| Einwohner                  | 169  | 174  | 176  | 165  | 210  | 269  | 253  | 250  |
| Quellen: Cassini und INSEE |      |      |      |      |      |      |      |      |

Mit 262 Einwohnern (Stand 1. Januar 2022) gehört Billième zu den kleinen Gemeinden des Département Savoie. Nachdem die Einwohnerzahl in der ersten Hälfte des 20. Jahrhunderts leicht rückläufig war, kehrte sich der Trend seit Beginn der 1990er Jahre wieder um. Die Ortsbewohner von Billième heißen auf Französisch Billiémand(e)s.

## Wirtschaft und Infrastruktur

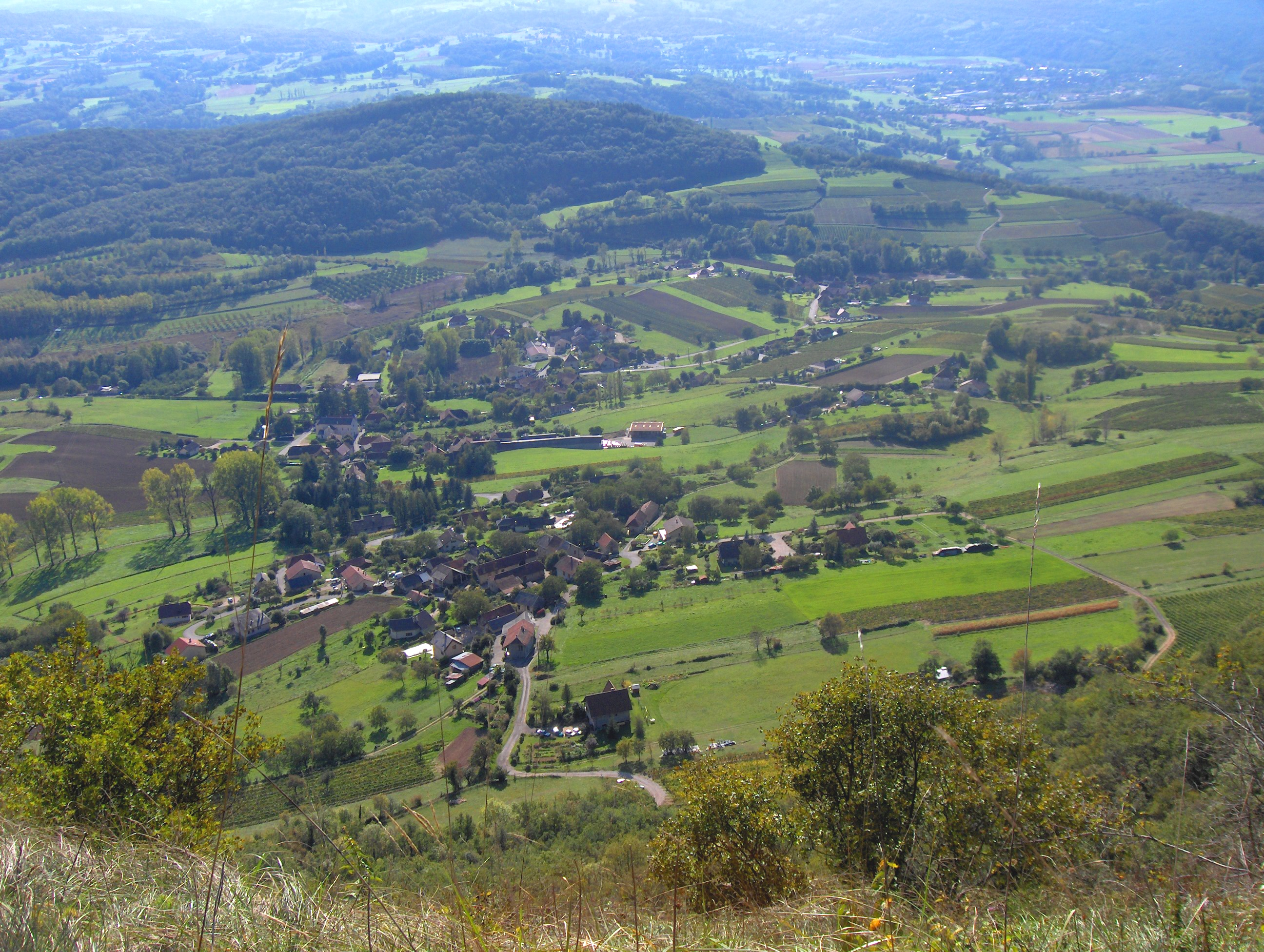
Blick auf Billième vom Mont de la Charvaz

Billième war bis weit ins 20. Jahrhundert hinein ein vorwiegend durch die Landwirtschaft, insbesondere Milchwirtschaft und Viehzucht, geprägtes Dorf. Daneben gibt es heute einige Betriebe des lokalen Kleingewerbes. Billième liegt in der Weinbauregion Savoie. Weißweine aus der Rebsorte Altesse (lokal Roussette genannt) dürfen unter der geschützten Herkunftsbezeichnung Roussette de Savoie vermarktet werden. Für Weißweine anderer Rebsorten sowie Rotweine gilt die AOC Vin de Savoie oder die strengere Herkunftsbezeichnung Vin de Savoie Jongieux.
Einige Erwerbstätige sind Pendler, die in den größeren Ortschaften der Umgebung ihrer Arbeit nachgehen. Der 1932 eröffnete, 1,5 km lange Tunnel durch das Massiv des Montagne du Chat erleichterte die Anbindung an den Großraum Chambéry wesentlich.

## Persönlichkeiten
- Thérèse de Bavoz (1768–1838), französische Benediktinerin, Äbtissin und Ordensgründerin, geboren in Billième